# بی‌بی ماهی طلایی
بی‌بی ماهی طلایی یک ستاره است که در صورت فلکی ماهی زرین قرار دارد .